# 中井裕
中井 裕（なかい ゆたか、1954年1月15日 - ）は、日本の農学者。
新潟食料農業大学学長、同教授、東北大学名誉教授。東京都八王子市出身。
研究分野は、畜産環境学、寄生虫学、微生物学。東日本大震災復興に寄与する研究・教育・地域貢献を行い、食料産業分野における地域実装に直結する応用研究、高い専門性を持った食のジェネラリストの育成に取り組む。

## 経歴
東京都八王子市生まれ。1972年3月 東京都立立川高等学校卒業。1977年3月 東北大学農学部畜産学科卒業。
1982年3月 東北大学大学院農学研究科博士課程後期課程を修了（畜産学専攻）し、農学博士。
1982年4月 茨城大学農学部 助手。1984年2月 米国ジョージタウン大学医歯学部博士研究員（併任出張2年）。1988年1月 茨城大学農学部 助教授。
1990年2月 東京農工大学大学院農学研究科 助教授（併任1年6カ月）。1991年10月 東北大学農学部 助教授。2002年4月 東北大学大学院農学研究科 教授。2007年4月 中華人民共和国 河南農業大学 客員教授（併任3年）。
2007年4月 東北大学大学院農学研究科附属複合生態フィールドセンター長（兼任3年）。2008年4月 東北大学学友会サイクリング部長（2018年3月まで）。2010年4月 東北大学大学院農学研究科 副研究科長、附属先端農学研究 センター長（兼任3年）。2013年4月 東北大学大学院農学研究科附属複合生態フィールドセンター長（兼任2年）。2014年4月 東北大学 総長特別補佐（震災復興推進担当）（兼任4年）。東北復興農学センター 副センター長（兼任4年）。
2018年4月 新潟食料農業大学 副学長･学部長 教授。新潟食料農業大学指定強化部自転車競技部長。東北大学名誉教授。
2020年4月 新潟食料農業大学新潟食料健康研究機構 機構長（兼任）。2022年4月 新潟食料農業大学 副学長･研究科長 教授。
2024年4月 新潟食料農業大学 学長 教授。

## 受賞歴
- 1994年7月 第21回後藤養鶏学術奨励金[1]
- 2000年3月 2000年度日本畜産学会賞[1]
- 2003年10月 第9回世界畜産会議 最優秀発表賞[1]
- 2004年1月 2003年度バングラデシュ獣医学会講演賞[1]
- 2013年1月 環境省浄化槽関係事業功労者[1]
- 2014年6月 日本地球惑星科学連合ハイライト論文[1]
- 2014年11月 農水省フード・アクション・ニッポン・アワード[1]
- 2015年3月 東北大学総長教育賞[1]
- 2015年4月 読売農学賞[1]
- 2015年4月 日本農学賞[1]
- 2016年10月 日本環境整備教育センター理事長感謝状
- 2017年3月 東北大学総長教育賞[1]
- 2020年10月 環境大臣表彰[2]
- 2021年2月 胎内市教育委員会表彰[2]

## 主要書籍
- 扇元敬司, 柏崎守, 中井裕『畜産衛生学』川島書店、1989年。
- 中井裕『微生物を活用した堆肥化大全 : 必見・耕種も求める堆肥づくり』肉牛新報社、2004年。
- 中井裕『コクシジア : 寄生性原虫』東北大学出版会、2005年。
- 東北大学菜の花プロジェクト, 阿部美幸, 伊藤豊彰, 大串由紀江, 大村道明, 北柴大泰, 齋藤雅典, 中井裕, 南條正巳, 西尾剛『菜の花サイエンス : 津波塩害農地の復興』東北大学出版会、2014年。
- 中井裕, 大村道明『コンポスト科学 -環境の時代の研究最前線-』東北大学出版会、2015年。
- 中井裕『人獣共通感染症 改訂 3 版』医薬ジャーナル社、2015年。
- 中井裕, 伊藤豊彰, 大村道明, 勝呂元『コンポスト科学 : 環境の時代の研究最前線』東北大学出版会、2015年。
- 中井裕, 西尾剛, 北柴大泰, 南條正巳, 齋藤雅典, 伊藤豊彰, 大村道明, 金山喜則『農学の知を復興に生かす : 東北大学菜の花プロジェクトのあゆみ』東北大学出版会、2018年。